# Un lapin qui a du punch
Pour plus de détails, voir Fiche technique et Distribution.
Un lapin qui a du punch, ou Le lapin boxeur (titre original : Rabbit Punch), est un cartoon des Merrie Melodies réalisé par Chuck Jones et sorti en 1948, mettant en scène Bugs Bunny et le castagneur (« crusher ») dans un match de boxe qui tourne au catch.

## Synopsis
Dans un stade couvert où se déroule un combat de boxe, le « castagneur » (« Battling McGook », selon le commentateur du match dans la version originale) est le champion incontesté. Son adversaire (nommé originellement « Dyspectic McBlaster ») se fait mettre KO rapidement. Le castagneur le relève pour le cogner à nouveau, d'abord sur le haut de la tête, puis il s'en sert  comme d'un punching-ball. On entend les protestations de Bugs Bunny, qui crie depuis son terrier situé très loin, accusant le champion de ne se battre que contre des minus. Mais le boxeur se retrouve rapidement juste derrière lui. Il défie le lapin apeuré, qui n'a pas le temps de refuser : en un seul lancé, le boxeur le propulse jusque sur un coin du ring en le faisant traverser la porte d'entrée ouverte du stade. Le champion fait alors face au lapin et l'impressionne en contractant ses muscles : ceux-ci se gonflent l'un après l'autre, jusqu'aux biceps qui « poussent » l'un sur l'autre. Bugs, lui, arrive difficilement à faire apparaître une petite bosse sur chacun de ses bras. Bugs fait une démonstration de ses talents de boxeur, mais le « castagneur » l'envoie bouler sur un poteau d'un seul coup direct. Bugs recommence deux fois la manœuvre, mais il se retrouve battu de la même façon. Il change de stratégie : il se laisse tomber et fait le mort devant le champion... qui se penche sur lui et prend les deux poings de Bugs dans la figure. Le round suivant, Bugs se « repose » dans le coin du ring en lisant confortablement dans un fauteuil avec tous les accessoires, alors que son adversaire maçonne un gant de boxe en briques autour de son poignet. Bugs reçoit le coup d'une brutalité si extrême qu'il lui compresse la face. Le commentateur commence à compter les secondes du KO final pour le lapin, qui se prélasse couché sur le sol. Le lapin prend soudain la relève du commentateur au micro et fait croire que c'est le champion qui est accablé de coups. Ce dernier, d'ailleurs, le croit en se battant contre un lapin imaginaire, mais il finit par comprendre son erreur. Il revient furieux vers le lapin, qui fait de même. Bugs s'empare du champion et le fait tournoyer au-dessus de lui, mais trop lourd, il se fait aplatir. Bugs « se décolle » à la manière d'un autocollant, puis, façon catch, il s'attaque à une jambe du boxeur à terre. Il n'arrive cependant même pas à la bouger alors que le boxeur joue distraitement aux cartes. Bugs fait croire néanmoins qu'il a réussi à lui casser la jambe en brisant un bout de bois. Le champion, convaincu d'être blessé, saute en hurlant tout en se tenant le pied et appelle un docteur. Bugs revient déguisé. Sous prétexte de soigner sa jambe, il le couvre entièrement de bandes comme une momie. Le faux docteur envoie ensuite son poing tournoyant dans la figure, qui fait valser son adversaire aux 4 coins du ring comme une boule de flipper, qui allume un panneau « tilt ».   
Au 37e round, le champion met de la graisse dans le bac à magnésie de Bugs. Mais Bugs en profite pour patiner gracieusement sur le ring et frappe l'adversaire à plusieurs reprises, avant de se faire frapper à son tour au moment où il se croit victorieux. Au 48e round, Bugs est déguisé en vendeur ambulant et sert un verre bourré de dynamite. Au 73e round, Bugs fait tenir au champion un énorme lance-pierre, et tire sur l'élastique jusqu'à atteindre l'autre côté du ring pour propulser une énorme pierre contre son adversaire, qui tombe au sol. Au 98e round, le champion joue à l'homme-canon alors que Bugs a pris la place de la flèche sur un énorme arc tendu. Les deux protagonistes s'assomment l'un contre l'autre. Au 110e round, Bugs est ficelé sur des rails qui va de l'entrée du stade jusqu'au ring. Un train conduit par le champion arrive à toute allure sur un Bugs au comble de l'angoisse. Au plus fort de l'émotion, l'image du dessin animé saute, comme si la bande du film s'était cassée. On voit peu après Bugs réapparaitre sur un fond blanc. Il s'excuse de l'interruption involontaire du dessin animé et dont la suite ne pourra être diffusé... avant d'ajouter confidentiellement, en montrant une paire de ciseaux, que le film ne s'est pas cassé tout seul !

## Fiche technique
- Réalisation : Chuck Jones comme Charles M. Jones
- Scénario : Tedd Pierce et  Michael Maltese
- Musique : Carl W. Stalling et Milt Franklyn (non crédités)
- Montage : Treg Brown (non crédité)
- Producteur : Edward Selzer (non crédité)
- Société de production : Warner Bros. Pictures
- Société de distribution : Warner Bros. Pictures (1948) ; Warner Home Video (2005)
- Pays : États-Unis
- Langue : anglais
- Format : 1,37 :1, Technicolor 35 mm, son mono
- Durée : 7 minutes 40 secondes
- Genre : comédie comique
- Date de sortie : 
  - États-Unis : 10 avril 1948 (cinéma)

## Voix

### Version originale
- Mel Blanc : Bugs Bunny et l'annonceur
- Billy Bletcher : le champion « crusher » (ou le « castagneur ») (non crédité)

### Version française
- Gérard Surugue : Bugs Bunny

## Animation
- Robert Gribbroek : préparation
- Peter Alvarado : arrière-plans
- Ken Harris : animateur
- Phil Monroe : animateur
- Lloyd Vaughan : animateur
- Ben Washam : animateur
- Abe Levitow : animateur (non crédité)

## Autour du cartoon
Le titre original, Rabbit Punch, signifie coup du lapin, qui se rapporte à un choc reçu à la base de la tête d'un lapin. Ce coup peut être mortel et est interdit dans un match de boxe ou de catch.
Le personnage du champion (le « crusher » ou le « castagneur ») sera repris deux ans plus tard, mais cette fois dans un match de catch avec Bugs Bunny dans Champion de catch (Bunny Hugged), sorti en 1951.